# Georg Küßwetter
Georg Küßwetter (andere Schreibweise: Küsswetter; geb. 1905; gest. nach 1952) war ein deutscher Forstmeister, der als Beklagter und am Ende auch rechtskräftig Verurteilter im nach ihm benannten Küßwetter-Prozess für deutschlandweites Aufsehen sorgte.

## Leben und Wirken
Abgesehen vom Prozessgeschehen ist von Georg Küßwetter lediglich bekannt, dass er nach dem Zweiten Weltkrieg von 1945 bis zu seiner Verurteilung 1952 als Forstmeister dem Forstamt Ramsau bei Berchtesgaden vorstand, zu dessen Bezirk die Hochgebirgsgruppen der Reiteralpe, der Hocheisspitze, des Hochkalters, des Watzmanns und eines Teils des Untersbergs gehörten.
Darüber hinaus ist im Prozessbericht des Spiegels noch nachzulesen, dass Küßwetter „einer der ältesten bayerischen Forstfamilien“ entstammte. Zudem war er „nach oben abgeschirmt“ und konnte sich dessen auch ziemlich gewiss sein – „Nicht umsonst hatte er, obwohl Pg. und SA-Mann, nach Kriegsende schnellen Anschluss […] gefunden und bei der Entnazifizierung mancher Beamter aus der Forstverwaltung Pate gestanden.“ Und Küsswetter war neben seiner Tätigkeit als Forstamtsleiter auch noch in München Personalreferent des Regierungsforstamtes – und das bereits während der Kriegsjahre, wodurch er „U. K.-Stellungen“ innerhalb des Regierungsforstamtes Oberbayern vergeben konnte und selbst offenkundig ebenfalls als unabkömmlich eingestuft „keinen Tag Militärdienst geleistet“ hat.
Ferner erwähnte der Spiegel auch in einem anderen Zusammenhang mit Hans Küßwetter (1909–1965) den Bruder von Georg Küßwetter, der u. a. von 1948 bis 1965 Landrat des einstigen Landkreises Dinkelsbühl war.
Wie lange, wo und unter welchen Umständen Georg Küßwetter nach seiner Verurteilung noch lebte, ist derzeit nicht bekannt.

## Küßwetter-Prozess
Am 15. Mai 1951 wurde Küßwetter verhaftet, nachdem mit der Anzeige der Ehefrau eines verstorbenen Jägers die Hintergründe der bis dahin ungeklärten Brandstiftungen während der ersten Nachkriegsjahre offenbar wurden.
Anklage erhoben wurde gegen Küßwetter und zwei Jäger wegen Brandstiftung vor dem Landgericht Traunstein. Ferner kam es in diesem Zusammenhang auch zu einer Anklage gegen einen Ministerialdirigenten, zwei Regierungsdirektoren und zwei Oberregierungsräte der Bayerischen Forstverwaltung wegen Begünstigung. Für den Prozess wählte das Landgericht das Königliche Schloss in Berchtesgaden als Verhandlungsort.
Einige der Küßwetter konkret zur Last gelegten Straftaten lauteten:
- Noch bevor die Sektion Hochland des Deutschen und Österreichischen Alpenvereins (DuÖAV) den Plan umsetzen konnte, das größere, näher am heutigen Standort der Blaueishütte gelegene und nicht mehr genutzte Haus der Wehrmacht zu übernehmen, wurde das Gebäude im Mai 1946 auf Geheiß Küßwetters von zwei seiner Jäger durch Brandstiftung zerstört und um einen Wiederaufbau zu verhindern, später auch noch die verbliebenen Grundmauern des Hauses. In den Mangeljahren so kurz nach dem Zweiten Weltkrieg bedeutete diese Zerstörung einen „unersetzlichen Verlust“.[3][7]
- 1947 gab Küßwetter dem beim Forstamt arbeitenden Bauern Josef Maltan die Zustimmung, auf der Schwegelalm (Reiteralpe) einen Kaser für 16 Stück Vieh zu errichten – doch als Maltan bei Küßwetter dann auch um die Genehmigung für einen Milchausschank und das Beherbergen von Touristen im Kaser ansuchte, ließ dieser den Kaser von einem seiner Jäger niederbrennen. Aus ähnlichem Anlass ließ Küßwetter auch das noch von der Wehrmacht errichtete Haus auf der Schapbachalm abreißen.[3]
- Im Sommer 1947 ermächtigte Küßwetter einen seiner Angestellten, in einem von ihm bevorzugten Gamsrevier wie auf dem Gebiet des Hochkalters, Schafe zu schießen oder zu erschlagen, damit die Bauern ihr Vieh dort nicht mehr weiden lassen.[3]
- Im Sommer 1948 ließ er Adler abschießen, die auch damals schon ganzjährig geschützt waren.[3]
- Einige Anordnungen Küßwetters wurden allerdings nicht umgesetzt, so auch die mehrmals an einen Jäger namens Niederberger gerichtete Aufforderung, im Frühjahr 1947 das Jagdhaus des ehemaligen NS-Reichsministers für Bewaffnung und Munition Fritz Todt am Hintersee abzubrennen. Bewohnt wurde dieses Jagdhaus damals von US-Captain Payton, der von Küsswetter als äußerst missliebig angesehen war.[5]

Vermutlich bildete dabei eine seit Jahrzehnten tradierte „Touristenfeindlichkeit der passionierten Jäger“, zu denen sich auch Küßwetter zählte, den Hintergrund für seine Straftaten – also letztlich alles (wie z. B. weidende Schafe und konkurrierende Adler), was die eigene Jagd störte.
Küßwetter selbst und seine ihm vorgesetzten Mitangeklagten haben sich erst spät auf die Anklagepunkte deutlicher eingelassen. So hätte das Schweigen der Vorgesetzten Küßwetters auch etwas mit den Verhandlungen um ein Jagdgesetz zu tun gehabt, weil sonst womöglich „eine ernste Verstimmung der Amerikaner und Schäden für die deutschen Jäger“ gedroht hätte. Und als sich Küsswetter nach über anderthalb Jahren des Schweigens und Leugnens am zweiten Prozesstag endlich zu einem Geständnis hinsichtlich der niedergebrannten Blaueishütte entschlossen hatte, begründete er diese Brandstiftung mit einer sehr großen „Verbitterung“ über eine „Gemsenschlächterei der Amerikaner“ am Blaueiskar. Und neben den Amerikanern wäre es der „Bergpöbel“ bzw. die zunehmende Anzahl an Touristen, die er als große Gefahr für „den ganzen Hochkalterstock“ sah. Und als letzten Grund für seine Brandstiftung gab er an, dass damals Anfang 1946 immer wieder eine mögliche Annexion des Rupertiwinkels durch Österreich diskutiert wurde ...
Dazu fand der Spiegel noch folgende Bewertung, die über die Person Küßwetters hinausgeht und auch die bereits erwähnten Mitangeklagten miteinbezieht:

„Der Name des untersetzten, jovialen Forstmeisters Küsswetter […] wird mit diesem Prozeß zum Begriff für den traurigsten Abschnitt der bayerischen Jagdgeschichte, der in diesen Wochen […] im Zentrum des Ruperti-Winkels abrollt […].
Dabei ist dieser Fall, »der selbst in der extravaganten Kriminalität des Landgerichtsbezirks Traunstein einen Sonderfall« darstellt" […] keineswegs nur ein Fall Küsswetter […].

Jetzt […] wird neben der Ursache jener Selbstherrlichkeit, Maßlosigkeit und Verirrung dieses Ramsauer Nero auch offenbar, wie der kalte Mißbrauch der Macht jahrelang abgeschirmt wurde: durch die träge Solidarität der Bürokratie, durch ein perfektes Netz von Beziehungen, mit dem sich die Neros dieses Jahrhunderts, die unauffällige Kammgarnanzüge tragen und ehrenwerte Leute sind, unverwundbar machen.“

Am Montag, den 15. September 1952 wurde schließlich u. a. im Ostpreußenblatt gemeldet, dass Georg Küßwetter zu zweieinhalb Jahren Gefängnis verurteilt worden war.

## Nachwirkungen des Prozesses
Im Bayerischen Landtag kam es wenige Tage nach der Urteilsverkündung bei der 107. Sitzung am Mittwoch, den 17. September 1952 unter Vorsitz des seinerzeitigen Vizepräsidenten Georg Hagen zu einer Interpellation, die den „Küßwetter-Prozeß“ betraf. Einberufen wurde sie durch die Abgeordneten Otto Bezold und die FDP-Fraktion, Johannes-Helmut Strosche und die GB/BHE-Fraktion, Joseph Baumgartner und die BP-Fraktion sowie von Waldemar von Knoeringen und SPD-Fraktion. Im Anschluss an diese Interpellation kam es am Tag darauf zur Abstimmung über einen Antrag, eingebracht von Otto Bezold (FDP) gemäß § 43 Abs. 4 GO, wonach festzustellen sei, dass die Antwort des zuständigen Landwirtschaftsministers Alois Schlögl auf die Interpellation der Meinung des Landtags nicht entspricht. Dieser Antrag wurde bei einer Stimmenthaltung gegen die übrigen Stimmen der Fraktion der Bayernpartei und der FDP abgelehnt.